# Holothuria austrinabassa
Holothuria austrinabassa is een zeekomkommer uit de familie Holothuriidae.
De wetenschappelijke naam van de soort werd in 2007 gepubliceerd door O'Loughlin.